# Usine Volkswagen de Chattanooga
L'usine Volkswagen de Chattanooga est une usine de construction automobile Volkswagen située à Chattanooga dans l'état du Tennessee.

## Historique
Inaugurée en mai 2011, elle avait commencé la production en avril 2011. La capacité de production est de 150 000 unités par an. La rémunération des employés est particulièrement faible, 14,5 $ et même 12 $ de l'heure pour les nouveaux embauchés. Volkswagen avait promis en 2008 de créer 2 000 emplois locaux. Le 10 000 véhicule est sorti des chaînes de montage en septembre 2011.
C'est la première usine automobile à recevoir un label environnemental.
Parmi les véhicules produits figure la Passat. Volkswagen annonce en 2014 que l'usine produira un véhicule de type SUV.
En 2016, l'autorité fédérale autorise les ouvriers de l'usine à négocier une convention collective, ce qui est une première dans ce secteur, mais le constructeur fait appel de cette décision.